# Circus Maximus (Corigliano)
John Corigliano voltooide zijn Circus Maximus; Symfonie nr. 3 voor groot harmonieorkest in 2004.

## Geschiedenis
Corigliano heeft op beperkte schaal eerder muziek geleverd die bestemd is voor harmonieorkest of fanfare; hijzelf lichtte echter toe dat een symfonieorkest hem beter lag. Toch was het uiteindelijk een verzoek van dirigent Jerry Junkin van The University of Texas Wind Ensemble die hem uiteindelijk de uitdaging gaf een (toen) nieuw werk te schrijven. Corigliano vond de opdracht moeilijk omdat het genoemde ensemble nogal groot is. De componist vond inspiratie in de verhalen en legendes van het Circus Maximus mijn zijn soms wrede volksvermaak. De componist trok dat door naar onze tijd waarin realityprogramma's ook steeds wreder worden terwijl het kijkvolk daar nog nauwelijks op reageert. Om de verveling te verdrijven moeten steeds extremere programma’s gemaakt worden, men vindt er nog steeds nieuwe medewerkers en kijkers voor. De componist heeft het over oude en nieuwe barbarij. Op 16 februari 2004 vond de eerste uitvoering plaats in Austin (Texas) aan de Universiteit van Texas.

## Muziek
De symfonie bestaat uit acht delen, die op elkaar aansluiten. Het doorgecomponeerde stuk kreeg de volgende indeling:
1. Introitus; de opening van het werk beginnend met een welkomstfanfare;
2. Screen / Siren; een saxofoonkwartet en contrabas verleiden de toekijkers om daadwerkelijk te gaan kijken;
3. Channel surfing; de kijker raakt steeds sneller verveelt en kijkt geen enkel programma meer uit; de thema’s en melodieën worden keer op keer afgebroken;
4. Night Music I; rust van de nacht in de natuur
5. Night Music II; onrust van de nacht in de stad;
6. Circus Maximus; climax van het werk, waarin alle partijen samenkomen en teruggrijpen op eerdere muziek; mondt uit in chaos
7. Prayer; het antwoord op het vorige deel, de orkestgroepen schreeuwen nu niet door elkaar heen, maar komen om en om aan beurt;
8. Coda: veritas; terug naar het begin, de muziek overstemt de Prayer; een nieuwe climax wordt abrupt afgebroken door een geweerschot.

## Media
- (es)  Circus Maximus door Banda Sinfónica Centro Instructivo Musical La Armónica "El Litro" de Buñol (Spanje) onder leiding van Frank De Vuyst

## Orkestratie
Voor de uitvoering van het werk zijn drie ensembles nodig; het eigenlijke orkest, een ensemble dat verspreid is over de zaal en een marcherend gezelschap. De volgende samenstelling van het orkest is nodig:
- Podiumorkest:
  - 4 dwarsfluiten waarvan 2 ook piccolo; 4 hobo’s waarvan 1 ook althobo, 3 klarinetten, 2 basklarinetten en 1 contrabasklarinet, 3 fagotten, 1 contrafagot
  - 4 hoorns, 4 trompetten, 4 trombones, 2 eufoniums, 2 tuba’s
  - pauken en 4 a 5 man / vrouw percussie

- Zaalensemble:
  - 1 klarinet
  - 2 altsaxofoons, 1 tenorsaxofoon, 1 baritonsaxofoon
  - 1 hoorn; 11 trompetten (mag ook 7 zijn, het minimum)
  - 3 man / vrouw percussie en 1 contrabas

- Marsensemble:
  - 1 piccolo ook fluit; 1 klarinet
  - 2 trompetten (stemmen 5 en 7 vanuit het zaalensemble)
  - 2 trombones
  - 2 man / vrouw percussie (vanuit het zaalensemble).

- Geweer
  - Het moet een 12-gauge shot gun zijn; het moet “pepper”-kruid verschieten van het merk Winchester. Een rookvrij geweer mag wel als alternatief, maar voor het volle effect is een echte shot gun noodzakelijk.

Bij de partituur volgt ook de verplichte opstelling.

## Discografie
- Uitgave Naxos; The UTWE onder leiding van Jerry Junkin; een opname van november 2006.
- Uitgave: World Wind Music WWM 500.165 - LE MONDE EN ROUGE - Het winnende WMC 2009 concert Harmonie op zondag, 2 augustus 2009 in de "Rodahal" te Kerkrade; live op cd opgenomen tijdens het Wereld Muziek Concours door de Koninklijke Harmonie Sainte Cécile Eijsden onder leiding van Jan Cober.
- Uitgave: "Audioart: Las Provincias tv - Nuestras Bandas de Música" NBM 004 - Mano a Mano Buñol 2009 op dvd door de Banda Sinfónica Centro Instructivo Musical La Armónica "El Litro" de Buñol (Spanje) onder leiding van Frank De Vuyst.

## Bron
- de Naxos-compact disc
- Schirmer met verdere uitleg